# Даварашвили, Моисей Рахамович
Моисей Рахамович Даварашвили (груз. მოსე (მოშე) რახამის ძე დავარაშვილი, 1893, Цхинвал, Тифлисская губерния — 1980, Израиль) — грузинский и еврейский политик, раввин, член Учредительного собрания Грузии (1919—1921).

## Биография
Ученик раввина Абрама Хволеса.
Жил в Кутаиси.
Подписал Декларацию независимости Грузии от 26 мая 1918 года.
Последние годы жизни провёл в Израиле. Помог сохранить некоторые произведения фольклора грузинских евреев, в частности, сочинение «О мудрости царя Соломона». В Израиле издал молитвенник на грузинском языке.